# Aldo Busatti
Aldo Busatti (Radicondoli, 3 luglio 1921 – Grosseto, 5 agosto 2008) è stato un critico letterario italiano.

## Biografia
Aldo Busatti nacque il 3 luglio 1921 a Radicondoli, nella provincia di Siena, da genitori originari di Scansano. La sua infanzia e la sua gioventù furono caratterizzate da diversi trasferimenti dovuti alla professione del padre, ispettore dell'allora Agenzia delle entrate. Frequentò le scuole elementari a Siena, il ginnasio a Lucca, il liceo e l'università a Firenze. Nel 1941 fu chiamato sotto le armi e nel 1943, durante lo sbarco in Sicilia, venne fatto prigioniero dagli anglo-americani e internato in un campo di concentramento in Egitto; risale a questo periodo un fitto carteggio (almeno 400 fra lettere e biglietti) con i familiari e gli amici più cari.
Rimpatriato nel 1946, ebbe modo di finire gli esami e si laureò con il massimo dei voti in un solo anno; suscitò un certo interesse la sua tesi di laurea, Heba. Saggio di topografia storica, relativa al ritrovamento della Tabula hebana nella zona archeologica di Magliano in Toscana. Partecipò ai primi concorsi a cattedra per insegnanti banditi nel secondo dopoguerra, vincendo sia quello per le medie inferiori che quello per le medie superiori. Insegnò italiano e storia presso l'istituto magistrale "Antonio Rosmini" di Grosseto fino al 1976, quando, vinto il concorso per preside, ottenne la presidenza dell'istituto magistrale di Siena. Successivamente fu preside del liceo di Massa Marittima, del liceo scientifico di Follonica ed infine del liceo classico "Carducci-Ricasoli" di Grosseto, dove rimase fino al raggiungimento della pensione, nel 1985. Nel 1986 ricevette dal Ministero della pubblica istruzione la medaglia d'oro ai benemeriti della scuola, della cultura e dell'arte.
Morì a Grosseto il 5 agosto 2008. Gli sono state intitolate una piazza a Grosseto nel 2012 e la biblioteca comunale di Scansano nel 2013.

## Opere
Busatti, che già nel 1972 aveva pubblicato un articolo su Eugenio Montale (La generosa tristezza di Eugenio Montale), continuò la sua attività di ricercatore e critico letterario, pubblicando articoli sui «Quaderni di filologia romanza» della facoltà di lettere e filosofia dell'Università di Bologna (Dante, la delusione politica e il dogma della resurrezione, in «Quaderni di filologia romanza», n. 6, 1987; e Luogo, tempo e azione nella più lunga novella del Decamerone, in «Quaderni di filologia romanza», n. 7, 1990) e collaborando, tramite iniziative e conferenze, con numerose associazioni culturali di Grosseto – di alcune delle quali è fondatore o presidente – fra cui possiamo ricordare la Società Dante Alighieri, l'Associazione italiana di cultura classica, l'Associazione italiana per la ricerca storico critica letteraria, l'Università della terza età, l'Associazione mazziniana, il Centro di poesia Giacomo Leopardi.
Gli scritti di Busatti riguardano più specificamente la letteratura italiana da Dante al Novecento, ma sono presenti anche studi di storia, di letteratura greca e romana, di letteratura europea. Busatti, nel corso del tempo, raccolse le lezioni e le conferenze per le varie associazioni, insieme ad altri scritti di storia e narrativa, in diverse opere, fra cui La Maremma nella letteratura italiana, insieme a Giuseppe Guerrini e Zeffiro Ciuffoletti, del 1992; Letture dantesche. I volume, Per la scuola, dopo la scuola, Le mie vacanze, tutti e tre del 2002; e le non pubblicate Miscellanea (2004), L'isola e Letture dantesche. II volume (2005). Busatti continuò a lavorare instancabilmente ad un'autobiografia fino al momento della morte.